# فراست/نیکسون
فراست/نیکسون (به انگلیسی: Frost/Nixon) نام یک فیلم درام تاریخی به کارگردانی ران هاوارد محصول سال ۲۰۰۸ آمریکا است. این فیلم در سال ۲۰۰۹ در ۵ رشته نامزد دریافت جایزه اسکار بود، اما برندهٔ هیچ‌یک از آنها نشد. فیلمنامه فراست/نیکسون را پیتر مورگان با اقتباس از نمایشنامه‌ای به همین نام اثر خودش، نوشته است. این نمایشنامه اجراهای موفقی در تئاتر برادوی و وست‌اند داشته است.

## جایزه‌ها و نامزدی‌ها
فهرست نامزدی‌ها و جایزه‌های اسکار:
| جایزه اسکار ۲۰۰۹ | بهترین فیلم               |                            | نامزد |
| جایزه اسکار ۲۰۰۹ | بهترین کارگردان           | ران هاوارد                 | نامزد |
| جایزه اسکار ۲۰۰۹ | بهترین بازیگر نقش اول مرد | فرانک لانگلا               | نامزد |
| جایزه اسکار ۲۰۰۹ | بهترین فیلمنامه اقتباسی   | پیتر مورگان                | نامزد |
| جایزه اسکار ۲۰۰۹ | بهترین تدوین              | دانیل پی. هانلی و مایک هیل | نامزد |

این فیلم همچنین در ۵ رشته در جوایز گلدن گلوب و ۶ رشته در بفتا نامزد شده بود که در هیچ‌یک برنده نشد. اما همه ۶ جایزهٔ انجمن منتقدان فیلم لاس‌وگاس را که نامزد آنها شده بود به‌دست آورد.